# Megaselia tergatula
Megaselia tergatula är en tvåvingeart som beskrevs av Rudolf Beyer 1965. Megaselia tergatula ingår i släktet Megaselia och familjen puckelflugor. Inga underarter finns listade i Catalogue of Life.